# Chamaelimnas tircis
Chamaelimnas tircis is een vlindersoort uit de familie van de prachtvlinders (Riodinidae), onderfamilie Riodininae.
Chamaelimnas tircis werd in 1865 beschreven door C. & R. Felder.